# Dolichopeza cuneiformis
Dolichopeza cuneiformis är en tvåvingeart som beskrevs av Edwards 1932. Dolichopeza cuneiformis ingår i släktet Dolichopeza och familjen storharkrankar. Inga underarter finns listade i Catalogue of Life.